# لوغان فاندر فيلدين
لوغان فاندر فيلدين (بالإنجليزية: Logan Vander Velden)‏ مواليد 3 أبريل 1971 في فالدرس، هو لاعب كرة سلة أمريكي سابق. بدأ مسيرته الاحترافية في سنة 1995. حمل الرقم 25. يبلغ طوله 6 قدم 8 بوصة (2.0 م). لعب مع لوس أنجلوس كليبرز في الدوري الأمريكي لكرة السلة للمحترفين. اعتزل اللعب في 2006.

## روابط خارجية
- لوغان فاندر فيلدين على موقع إن بي أي (الإنجليزية)
- لوغان فاندر فيلدين على موقع سبورتس رفرنس (الإنجليزية)
- لوغان فاندر فيلدين على موقع كرة السلة الأوروبية.كوم (الإنجليزية)
- لوغان فاندر فيلدين على موقع كلية كرة السلة في سبورتس رفرنس.كوم (الإنجليزية)
- لوغان فاندر فيلدين على موقع ريلجم (الإنجليزية)
- لوغان فاندر فيلدين على موقع بروبوليرز (الإنجليزية)